# アーンディッパッティ
アーンディッパッティ（タミル語: ஆண்டிப்பட்டி, 英語: Andippatti）は、インド南部のタミル・ナードゥ州テーニ県にある都市。アーンディッパッティ郡の中心都市である。

## 政治
アーンディッパッティは、AIADMKの党首であり前州首相であったJ・ジャヤラリターの出馬する選挙区があり、テーニ県全体でAIADMKの勢力が強い。
アーンディッパッティでは2001年の統一地方選挙ではAIADMKのタンガ・タミルッチェルヴァンが大差で当選し、2006年の統一地方選挙でもJ・ジャヤラリターがDMKの候補であるシーマンを抑えて、大差で当選を果たした。

## 経済
交通網はマドゥライにつながっている。
マドゥライ連絡駅とボーディナーヤッカヌール駅とを結んでいるインド南部鉄道ボーディナーヤッカヌール線の狭軌鉄道路線が通っており、アーンディッパッティ駅が設置されている。
道路は、ケーララ州イェルナークラムからラーメーシュワラムまで通じている国道49号線が通っている。
最寄りの空港はマドゥライ空港である。

## 都市の位置
緯度：北緯 9° 58' 60
経度：東経 77° 37' 60
- 県外
  - マドゥライまで 55km
  - ケーララ州イェルナークラムまで 190km
- 県内
  - テーニまで 15km
  - ボーディナーヤッカヌールまで 32km
  - コーッタックディまで 47km